# Eddie Campbell
Eddie Campbell (Escocia, 10 de agosto de 1955) es un historietista británico, que actualmente reside en Chicago. Es conocido por sus colaboraciones con el guionista Alan Moore, en especial en la novela gráfica From Hell, que recibió varios premios en diferentes países y fue adaptada al cine en 2001, dirigida por Albert y Allen Hughes con Johnny Depp como protagonista. Campbell es conocido también por sus largas series Alec y Baco. A menudo se le cita como uno de los «ideólogos de la novela gráfica como movimiento artístico», por su defensa de esta postura, que le llevó incluso a escribir un Manifiesto de la novela gráfica.

## Biografía
Las primeras obras de Campbell fueron de carácter autobiográfico, tales como In the Days of the Ace Rock 'n' Roll Club (1978-1979) en la que el personaje Alec MacGarry representaba a Campbell; este personaje después protagonizó una serie de novelas gráficas y series limitadas bajo el nombre Alec.
Baco, uno de los personajes emblemáticos de Campbell, apareció por primera vez en el título Deadface de Harrier Comics (marzo de 1987) antes de tener su propio título de dos números en 1988. Baco es una encarnación del dios romano del vino y el éxtasis que ha sobrevivido hasta el presente, deambulando y contando historias sobre «los viejos tiempos».
A partir de 1989 Campbell ilustró la serie limitada From Hell, basada en los asesinatos de Jack el Destripador, escrita por Alan Moore y publicada originalmente en la antología de terror Taboo de Steve Bissette. Después de que Taboo fuera cancelada, la publicación de From Hell continuó en las editoriales Tundra Publishing y Kitchen Sink Press, en donde concluyó en 1998.
En 2001 publicó How To Be an Artist (traducida al español por Astiberri con el título de Cómo ser artista y recogida dentro del primer volumen en castellano de Alec). Se trata de una narración sobre el desarrollo de la industria del cómic en los años 80, al mismo tiempo que un retrato íntimo del propio autor.
En 2006 vio la luz The Fate Of The Artist (traducida al español por Astiberri como El destino del artista), donde abandona su característico estilo de tinta garabateada y comienza a utilizar más intensivamente el ordenador, medio por el que trata de hacer todos sus dibujos hoy en día.